# Stictoleptura fulva
Stictoleptura fulva — вид жесткокрылых из семейства усачей.

## Описание
Жук длиной от 9,5 до 14,5 мм, имеет чёрную окраску, надкрылья буровато- или красновато-жёлтые, на вершине чёрные. Надкрылья в густых мелких и не очень глубоких точках, с длинными стоячими волосками на основании.

## Вариетет
- Paracorymbia fulva var. corsica (Pic)
- Paracorymbia fulva var. fulvoapicalis (Plavilstshikov, 1936)